# علاية الجفن
عَلاَيَةُ الجَفْن أو ظُهارُ الجَفْن أو غَضْنَة جَفنيَّة (بالإنجليزية: Epiblepharon)‏ هي عيب خلقي يتميز بوجود طيّة أفقية من الجلد تمتد على طولِ حافةِ الجفن العلوي أو السفلي، وتضغطُ الرموش نحو العين، وتحدثُ بسبب الانغراس الشاذ لأليافِ العضلة، حيثُ يؤدي إلى تحويل اتجاهِ الرموش إلى الوضع الرأسي، حيثُ تكون على اتصالٍ بالعين. توجد هذه الحالة بشكلٍ شائع في الأفراد الآسيويين، وخاصةً الأطفال.[بحاجة لمصدر]